# Giphy
Giphy è un database online americano e un motore di ricerca che consente agli utenti di cercare e condividere file GIF animati, ossia brevi video in loop senza audio.

## Storia

### Inizi

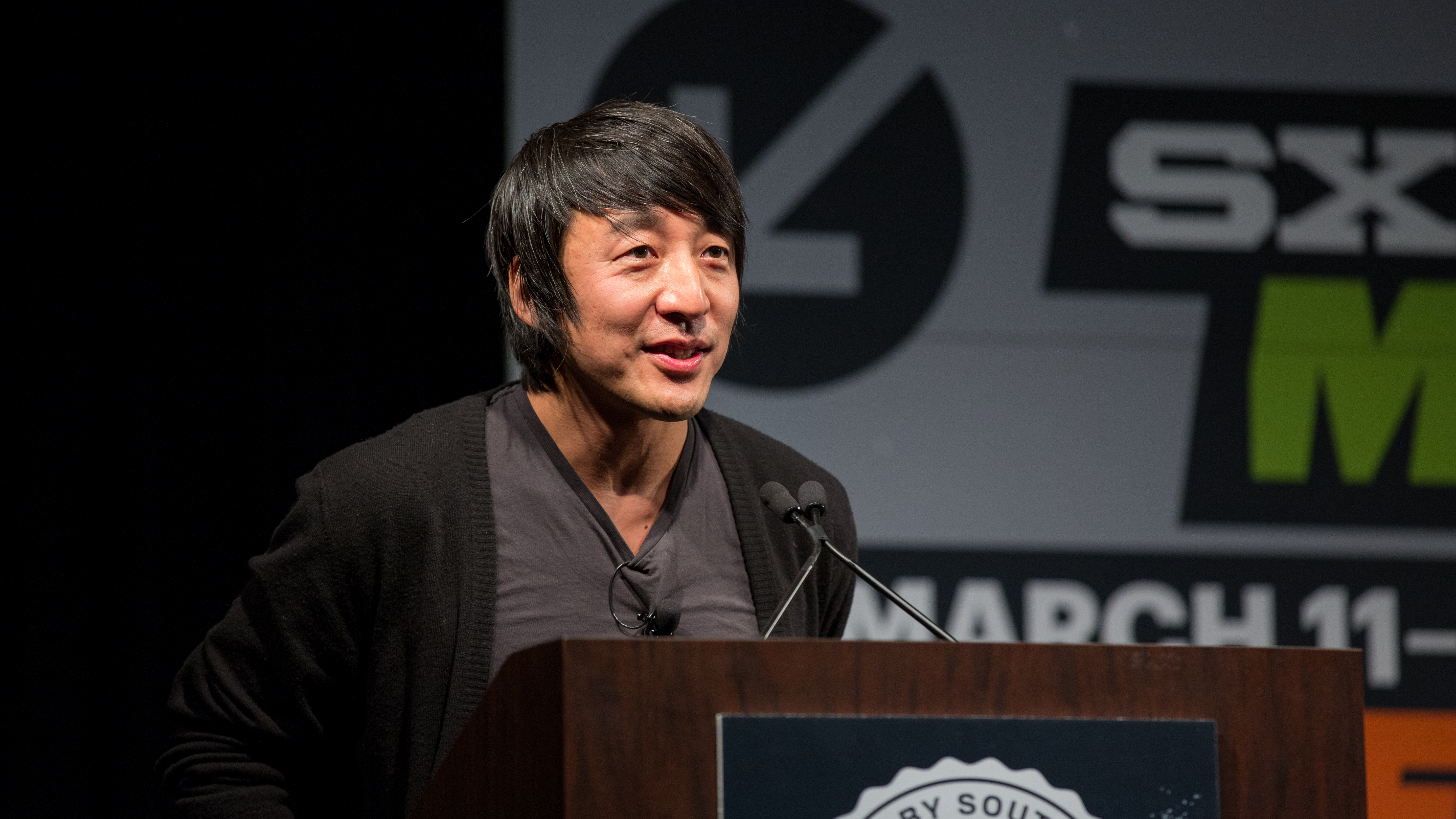
Co-founder Alex Chung at South by Southwest 2016

Giphy è stata fondata da Alex Chung e Jace Cooke nel febbraio 2013. L'idea per questo sito è nata mentre i due stavano facendo colazione, riflettendo sulla crescita della comunicazione puramente visiva.
Quando Chung e Cooke hanno lanciato per la prima volta Giphy, il sito Web funzionava esclusivamente come motore di ricerca per GIF. Secondo Chung, Giphy ha attirato circa un milione di utenti durante la prima settimana e la cifra si è stabilizzata a 300.000.
Giphy presenta quella che i suoi fondatori chiamavano "ricerca conversazionale" in cui i contenuti vengono portati nelle conversazioni degli utenti attraverso una casella di ricerca trovata nelle loro applicazioni di messaggistica.

### Crescita
Nell'agosto 2013 Giphy si è espansa aggiungendo un motore di ricerca per consentire agli utenti di pubblicare, incorporare e condividere GIF su Facebook. Giphy è stato quindi riconosciuto come uno dei 100 migliori siti Web del 2013, secondo PC Magazine. Tre mesi dopo, Giphy si è integrato con Twitter per consentire agli utenti di condividere GIF semplicemente condividendo l'URL di una GIF.
Nel maggio 2014 Giphy ha raccolto 2,4 milioni di dollari di finanziamento da investitori, tra cui Quire, CAA Ventures, RRE Ventures, Lerer Hippeau Ventures e Betaworks.
Nel marzo 2015 Giphy ha acquisito Nutmeg, un servizio di messaggistica GIF, come uno dei primi passi importanti dell'azienda verso il settore della telefonia mobile.  Ciò ha coinciso con il lancio della piattaforma di sviluppo di Facebook Messenger, in cui Giphy si è unita ad alcune app esclusive al suo debutto.
Nell'agosto 2015 Giphy ha lanciato una seconda app per dispositivi mobili chiamata GIPHY Cam che consente agli utenti di creare e condividere GIF su un social network.
Nel febbraio 2016 Giphy ha raccolto un finanziamento di 55 milioni di dollari con una valutazione di 300 milioni di dollari.
Nell'ottobre 2016 Giphy ha diffuso diverse statistiche, inclusa l'affermazione che aveva 100 milioni di utenti attivi ogni giorno, che serviva oltre 1 miliardo di GIF al giorno e che i visitatori guardavano più di 2 milioni di ore di contenuti GIF ogni giorno. .
Nel luglio 2017 Giphy ha annunciato di avere 200 milioni di utenti attivi al giorno tra l'API e il sito web, con circa 250 milioni di utenti attivi mensili sul sito web.
Alex Chung ha annunciato in un evento di New York di febbraio 2019 che Giphy stava studiando uno schema pubblicitario che si distingue dal modello Google, che mostra gli annunci in base alla cronologia delle ricerche degli utenti. L'idea è di incorporare la pubblicità nei messaggi privati. Giphy sta cercando di trarre vantaggio da questo panorama poiché il database GIF è stato integrato nella maggior parte dei servizi di messaggistica.

### Tentativo di acquisizione da parte di Meta Platforms
Nel maggio 2020, è stato annunciato che Giphy aveva accettato di essere acquisito da Facebook Inc. (ora Meta Platforms), con un prezzo di acquisto dichiarato di $ 400 milioni. I servizi di Facebook hanno rappresentato circa la metà del traffico complessivo di Giphy. Giphy doveva essere integrato con lo staff della controllata di Facebook Instagram, anche se Facebook ha dichiarato che non ci sarebbero state modifiche immediate al servizio. Facebook ha interrotto il programma di pubblicità display di Giphy al momento dell'acquisto.
L'acquisizione è stata esaminata a causa dei recenti scandali sulla privacy che hanno coinvolto Facebook. La Competition and Markets Authority (CMA) del Regno Unito ha sostenuto che l'accordo era potenzialmente anticoncorrenziale e ha avviato un'indagine. Nel giugno 2020, la CMA ha emesso un ordine di esecuzione che vieta a Giphy di essere completamente integrato in Facebook, in attesa di una futura sentenza.
Nell'agosto 2021, la CMA ha emesso risultati preliminari, sostenendo che esisteva il rischio che Facebook potesse ritirare i servizi di Giphy dai concorrenti o richiedere loro di fornire più dati degli utenti come condizione del servizio. Ha anche mostrato preoccupazioni per la quota di mercato dei servizi pubblicitari di Facebook. Il 30 novembre 2021, la CMA ha stabilito che Meta sarebbe stata tenuta a cedere Giphy. Il 18 luglio 2022, il Tribunale d'appello della concorrenza ha ordinato alla CMA di rivalutare la sua decisione per motivi procedurali, poiché "non ha consultato adeguatamente" e "ha erroneamente eliminato parti" della sua decisione. In caso contrario, ha confermato la maggior parte della decisione originale della CMA. Il 18 ottobre 2022, la CMA ha stabilito per la seconda volta che Meta doveva cedere Giphy, affermando che Meta controlla già metà della pubblicità nel Regno Unito. Meta ha accettato la vendita, anche se ha dichiarato di non essere d'accordo con la decisione stessa.

## Partnership
Giphy collabora con le aziende che ospitano le GIF dando la possibilità essere condivise come promozioni di marketing tramite i canali dei social media. La società ha anche creato profili di artisti sul sito Web, che consentono di attribuire le GIF all'artista o agli artisti che le hanno create.
Nel settembre 2014, Giphy ha collaborato con Line per ospitare il concorso inaugurale di progettazione di adesivi. LINE e GIPHY hanno arruolato un team di partner digitali, tra cui Tumblr, Fox ADHD, Frederator, Cut & Paste, New Museum, Eyebeam, Rhizome, The Webby Awards, Pratt, The Huffington Post e Dribbble per sostenere l'evento.
Nell'agosto 2015, gli Universal Studios hanno collaborato con Giphy per pubblicare sei GIF che promuovono il nuovo film basato sugli N.W.A, Straight Outta Compton.
Giphy ha collaborato con oltre 200 aziende e marchi per ospitare tutti i loro contenuti esistenti sul proprio canale brandizzato. I partner di Giphy includono Disney, Calvin Klein, GE e Pepsi.